# Анисимовский сельсовет (Алтайский край)
Анисимовский сельсовет — сельское поселение в Тальменском районе Алтайского края Российской Федерации.
Административный центр — село Анисимово.

## История
Статус и границы сельского поселения установлены Законом Алтайского края от 2 декабря 2003 года № 64-ЗС «Об установлении границ муниципальных образований и наделении их статусом сельского, городского поселения, городского округа, муниципального района»

## Население
| 1997  | 1998  | 1999  | 2000  | 2001  | 2002  | 2003  | 2004  | 2005  | 2006  |
| ----- | ----- | ----- | ----- | ----- | ----- | ----- | ----- | ----- | ----- |
| 1856  | ↘1770 | ↗1783 | ↗1792 | ↗1809 | ↘1715 | ↘1530 | ↗1762 | ↘1713 | ↘1706 |
| 2007  | 2008  | 2009  | 2010  | 2011  | 2012  | 2013  | 2014  | 2015  | 2016  |
| ↗1770 | ↘1704 | ↘1584 | ↘1287 | ↘1283 | ↗1531 | ↘1513 | ↘1482 | ↘1439 | ↗1467 |
| 2017  | 2018  | 2019  | 2020  | 2021  |       |       |       |       |       |
| ↗1482 | ↘1435 | ↘1365 | ↘1348 | ↘1336 |       |       |       |       |       |

## Состав сельского поселения
| № | Населённый пункт | Тип населённого пункта       | Население |
| - | ---------------- | ---------------------------- | --------- |
| 1 | Анисимово        | село, административный центр | ↘1229     |
| 2 | Загайново        | село                         | ↘284      |